# Bøsdalafossur
Bøsdalafossur és una cascada situada a l'illa de Vágar de les IIles Fèroe. Amb una caiguda de 30 metres, flueix del llac Sørvágsvatn i vessa les seves aigües directament a l'oceà Atlàntic.
Per arribar a la Bøsdalafossur, cal caminar 3 quilòmetres des del poble de Miðvágur, en una ruta sense gaires desnivells. Al voltant de la cascada hi ha els imponents penya-segats de Geituskorardrangur i de Trælanípan, que marquen els límits del llac Sørvágsvatn. La cascada es troba a la mateixa illa on hi ha l'aeroport de Vagar. La caminada vers la cascada de Bøsdalafossur comença a tan sols 5 quilòmetres del mateix l'aeroport.